# Sırt Yenigicə
Sırt Yenigicə è un comune dell'Azerbaigian situato nel distretto di Qəbələ. Conta una popolazione di 400 abitanti.